# West Riverfront (Detroit People Mover)
West Riverfront (anteriormente conocida como Joe Louis Arena) es una estación del Detroit People Mover (DPM), administrada por el Departamento de Transporte de Detroit. Se encuentra en la calle Tercera y la avenida Jefferson en Detroit, Míchigan (Estados Unidos). Fue inaugurada en 1987. 

## Descripción
La estación West Riverfront cuenta con 1 plataforma lateral. Alberga el mosaico Voyage del artista estadounidense Gerome Kamrowski, que mandó a elaborar a Italia las piezas de vidrio para su composición. Debe su nombre original Joe Louis Arena al recinto multiusos Joe Louis Arena, que se encontraba adyacente a la estación hasta que fue demolido en el primer semestre de 2020.
El DPM cerró temporalmente el 30 de marzo de 2020 debido a la disminución del número de pasajeros en medio de la pandemia de COVID-19. Después de la demolición de la arena, la estación pasó a llamarse West Riverfront cuando reabrió con el reinicio del sistema el 20 de mayo de 2022. Este nombre se debe al Detroit Riverfront, un proyecto de 75 millones de dólares para revitalizar el Downtown mediante la extensión de 8 ha de la ribera sobre el río Detroit.